# Хомяковка (Саратовская область)
Хомяко́вка — деревня в Петровском районе Саратовской области, входит в состав Грачёвского муниципального образования.

## География
Деревня находится на расстоянии примерно 4 км (по прямой) к западу от города Петровск, административного центра района.

### Часовой пояс
Деревня Хомяковка, как и вся Саратовская область, находится в часовой зоне МСК+1. Смещение применяемого времени относительно UTC составляет +4:00.

## История
Основано в 1837 году. В канун отмены крепостного права в деревне насчитывалось 53 двора и 302 жителя.

## Население
| 2010 |
| ---- |
| 0    |

### Национальный состав
Согласно результатам переписи 2002 года, в национальной структуре населения русские составляли 100 % из 7 чел.